# Affolantes

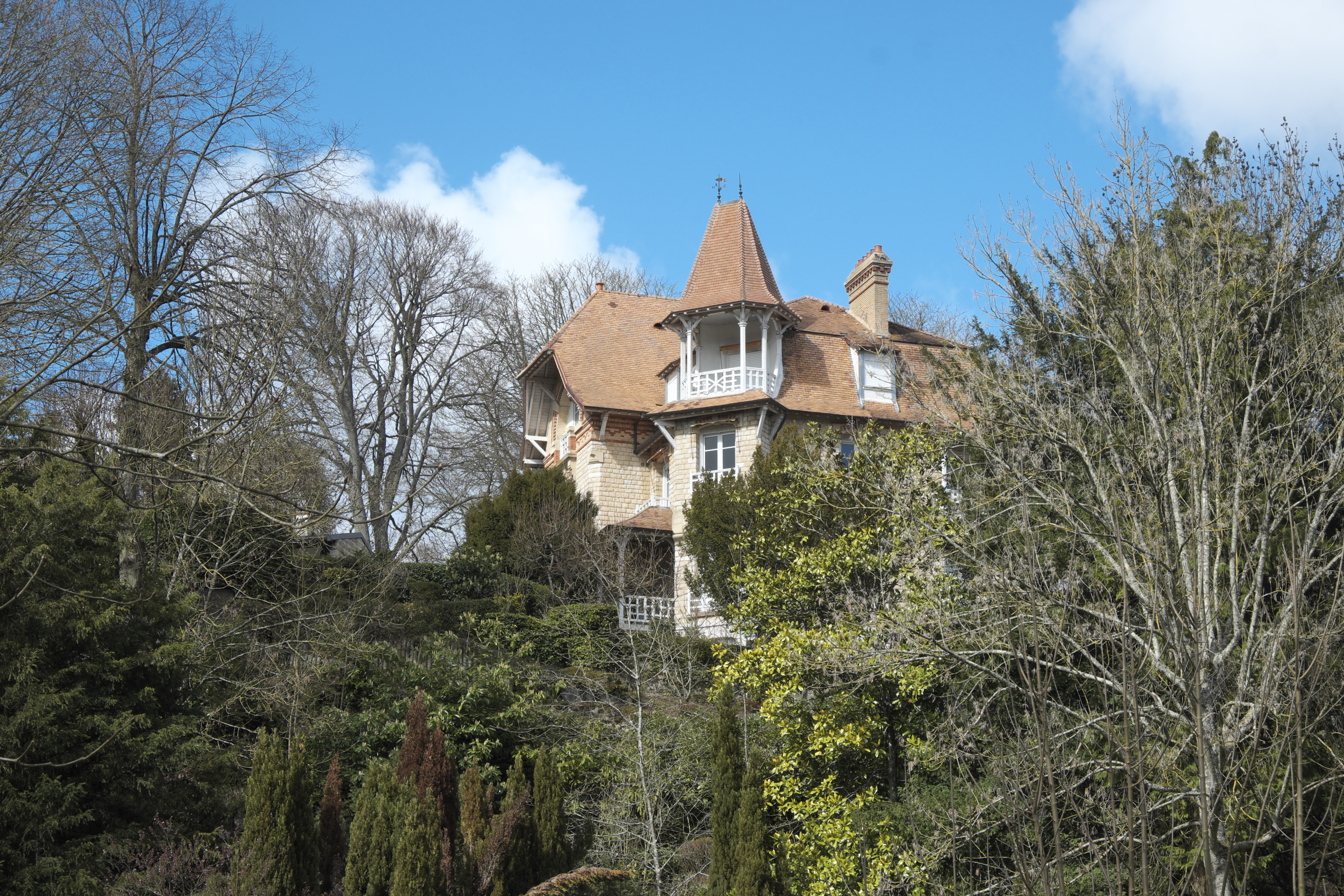
La villa Clairefontaine érigée à Samois-sur-Seine, photographiée en mars 2020.

Les Affolantes sont un ensemble de maisons situé sur une partie de la vallée de la Seine, au sud du département de Seine-et-Marne, en France. Construites entre 1830 et 1914, ces maisons sont conçues pour la villégiature de la bourgeoisie industrielle melunaise et parisienne, impulsées par l'arrivée du chemin de fer et bouleversant les rapports économiques locaux. Certaines d'entre elles ont pu accueillir des artistes comme Rosa Bonheur et Stéphane Mallarmé.